# Slovenska Bistrica
Slovenska Bistrica (německy Windisch-Feistritz, maďarsky Vendbeszterce) je město a středisko stejnojmenné občiny ve Slovinsku v Podrávském regionu. Nachází se asi 18 km jihozápadně od Mariboru. V roce 2011 zde žilo 8 118 obyvatel.
Městem prochází silnice 430, kolem města prochází dálnice A1. Sousedními městy jsou Maribor, Ptuj, Rogaška Slatina a Slovenske Konjice.